# Jagdstaffeln

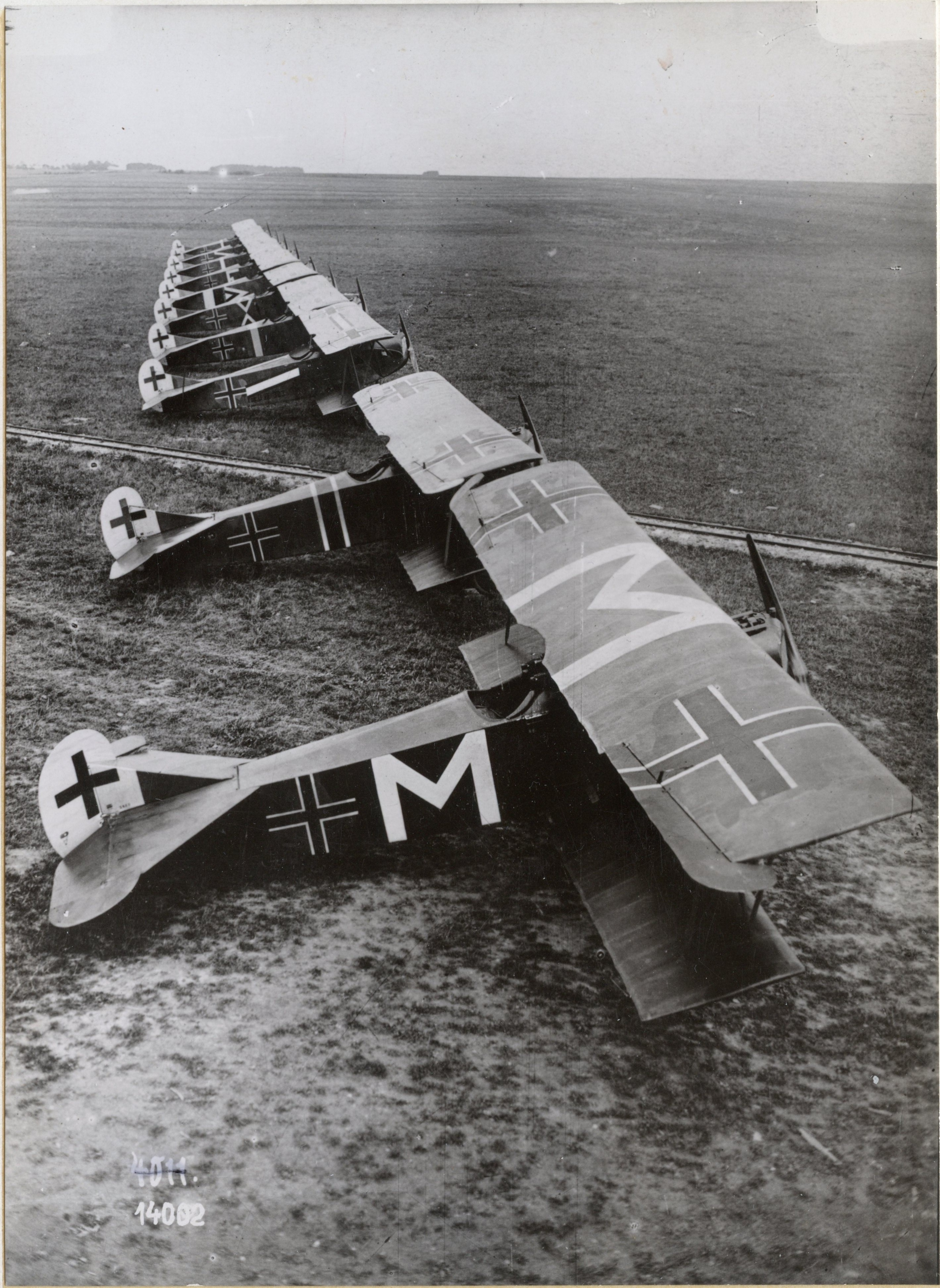
Uma linha de caças Fokker D.VII da Jagdstaffel 72 em Bergnicourt, 1918.

Os Jagdstaffeln (frequentemente abreviado para Jastas) foram esquadrões de caça especializados na Luftstreitkräfte durante a Primeira Guerra Mundial.

## Histórico
Antes de Abril de 1916, o Serviço de Aviação Militar Alemão, (Die Fliegertruppen des deutschen Kaiserreiches) que existia desde 1912, era organizado em pequenas unidades genéricas (Feldfliegerabteilung) subordinadas ao controle do exército ao qual estavam associadas.
Depois das batalhas de Verdun e do Somme, com a patente superioridade das unidades do Royal Flying Corps, houve uma completa reestruturação do Serviço de Aviação Militar Alemão, que apesar de permanecer ligado ao Exército, foi expandido e unidades especializadas foram criadas, incluindo a primeira unidade de caças de um só lugar, o jagdstaffeln (literalmente esquadrão de caça).
Com o objetivo de se equiparar com os esquadrões de caça já operados com sucesso pelo Royal Flying Corps inglês e e pela Aéronautique Militaire francesa, foi estabelecido em Abril de 1916 o objetivo de criar 37 novos esquadrões de caça nos próximos 12 meses.
Oswald Boelcke como o melhor e mais conhecido piloto de caça alemão da época foi incumbido de organizar o "protótipo" desses esquadrões. O trabalho começou no Jasta 2 que em Setembro começou a receber os novos caças Albatros D.I que iriam permitir aos alemães restabelecer a sua superioridade aérea no ano seguinte. Boelcke morreu numa colisão em 28 de Outubro, mas suas táticas e técnicas foram documentadas e divulgadas na forma do manual Dicta Boelcke. Muitos dos pilotos do Jasta 2 treinados por Boelcke, se tornaram ases e adquiriram fama, sendo o mais conhecido: Manfred von Richthofen, o Barão Vermelho.
Em Abril de 1917, os 37 jastas projetados no ano anterior estavam em serviço, e haviam estabelecido a superioridade aérea alemã na Frente Ocidental. De fato, aquele Abril Sangrento ainda é tido como o mais desastroso período da aviação militar britânica. Essa situação no entanto, mudou com a entrada em serviço dos novos caças aliados, sendo os mais famosos o S.E.5a, o Sopwith Camel, e o SPAD S.XIII, todos eles melhores que os caças alemães da época, incluindo os mal sucedidos  Albatros D.V e D.Va.
A principal tarefa dos jagdstaffeln era a de atrapalhar o trabalho dos aviões de reconhecimento e bombardeio de dois lugares dos aliados sobre a frente de batalha. Missões ofensivas atrás das linhas inimigas eram evitadas.
A publicidade em torno dos ases dos jagdstaffeln, rapidamente estabeleceu para eles um status de unidade de elite, e os esquadrões foram associados com diferentes reinos do Império Alemão. A maioria dos Jastas (cerca de 67 deles) eram considerados especificamente como Prussianos; outros foram associados aos reinos da Bavária, da Saxônia e de Wuerttemberg. As unidades Bávaras em particular, estavam associadas para fins de organização e suprimento com o (teoricamente independente) Exército Bávaro, o que não ajudou na eficiência dessas unidades.
Para obter superioridade aérea temporária em determinada região, unidades de caça maiores eram estabelecidas, compostas de vários Jastas - e chamadas de jagdgeschwader e jagdgruppen. Essas unidades eram deslocadas de uma região da frente de batalha para outra conforme as necessidades táticas. A mais famosa dessas unidades foi a Jagdgeschwader 1 - composta pelos Jastas 4, 6, 10 e 11, e comandada até sua morte por Richthofen.
Em Março de 1918, existiam 80 Jagdstaffeln na Luftstreitkräfte - a maioria deles, parcial ou totalmente equipadas com o Albatros D.V. Pouco depois disso, a muito adiada atualização de equipamento teve início, mais notadamente usando o Fokker D.VII, que pela primeira vez desde meados de 1917 disponibilizou aos Jastas equipamento equivalente ao dos seus oponentes.

## Jastas famosos
- Jasta 1
- Jasta 2
- Jasta 5
- Jasta 11